# Зара (Гера)
Зара (нем. Saara) — община в Германии, в земле Тюрингия.
Входит в состав района Грайц. Подчиняется управлению Мюнхенбернсдорф. Население составляет 590 человек (на 31 декабря 2010 года). Занимает площадь 8,52 км².